# Hispano-Suiza HS26
La HS26 è un'autovettura prodotta dal 1931 al 1932 dalla Casa automobilistica franco-spagnola Hispano-Suiza.

## Profilo e storia
Nel 1930 la Hispano-Suiza rilevò la Ballot, una Casa francese trovatasi in enormi difficoltà economiche dopo la grande crisi economica del 1929. Potendo disporre delle linee di montaggio della Ballot, la Casa spagnola portò avanti un progetto cominciato dalla Ballot stessa e rimasto poi arenato in seguito alla crisi. Era un progetto che calzava a pennello con il programma della Hispano-Suiza, che aveva da poco tolto di produzione la T49, una vettura da 3.8 litri di cilindrata, e che era in procinto di rimettersi al lavoro per una nuova vettura che la sostituisse. In realtà, quello della Ballot era più di un semplice progetto, dal momento che era già fisicamente presente un prototipo denominato Junior: in questo modo, la Hispano-Suiza si ritrovò praticamente con la vettura già pronta. Nel 1931 la nuova vettura fu pronta: nacque così la HS26, una vettura direttamente derivante dal prototipo Junior e che andò a pieno titolo a raccogliere l'eredità della T49.
Come per le altre Hispano-Suiza, anche della HS26 veniva venduto solo il telaio, che poi sarebbe stato carrozzato dai migliori atelier automobilistici dell'epoca.
La HS26 montava un motore a 6 cilindri da 4580 cm³, in grado di erogare una potenza massima di 95 CV a 3000 giri/min. La distribuzione era a due valvole per cilindro. La trazione era posteriore ed il cambio era a 3 marce. La velocità massima era di 130 km/h.
La HS26 ottenne però un successo abbastanza moderato, a causa di una concorrenza molto agguerrita, che schierava vetture come la Bugatti Tipo 50.
Fu pertanto tolta di produzione già alla fine del 1932, dopo poco più di un anno di produzione.